# Raivis Jurkovskis
Raivis Jurkovskis (7 de diciembre de 1996) es un futbolista letón que juega en la demarcación de centrocampista para el Riga F. C. de la Virslīga.

## Selección nacional
Tras jugar con la selección de fútbol sub-17 de Letonia, la sub-19 y con la sub-21, finalmente debutó con la selección absoluta el 3 de febrero de 2018. Lo hizo en un partido amistoso contra Corea del Sur que finalizó con un resultado de 1-0 a favor del conjunto surcoreano tras el gol de Kim Shin-wook.

## Clubes
| Club          | País    | Año       | Partidos | Goles |
| ------------- | ------- | --------- | -------- | ----- |
| F. K. Liepāja | Letonia | 2015      | 16       | 2     |
| F. K. RFS     | Letonia | 2016      | 28       | 6     |
| F. K. Liepāja | Letonia | 2017-2020 | 106      | 8     |
| Dundalk F. C. | Irlanda | 2021      | 40       | 0     |
| Riga F. C.    | Letonia | 2022-     | 126      | 7     |

## Palmarés

### Campeonatos nacionales
| Título               | Club          | País    | Año  |
| -------------------- | ------------- | ------- | ---- |
| Virslīga             | F. K. Liepāja | Letonia | 2015 |
| Copa de Letonia      | F. K. Liepāja | Letonia | 2017 |
| Copa de Letonia      | F. K. Liepāja | Letonia | 2020 |
| Supercopa de Irlanda | Dundalk F. C. | Irlanda | 2021 |
| Copa de Letonia      | Riga F. C.    | Letonia | 2023 |
| Supercopa de Letonia | Riga F. C.    | Letonia | 2024 |

### Campeonatos internacionales
| Título       | Club                           | País    | Año  |
| ------------ | ------------------------------ | ------- | ---- |
| Copa Báltica | Selección de fútbol de Letonia | Letonia | 2018 |